# Metroid (datorspelsserie)
Metroid (japanska: メトロイド Hepburn: Metoroido?) är en datorspelsserie utvecklad av Nintendo. Metroid skapades av Nintendos utvecklingsteam R&D1 under ledning av Gunpei Yokoi och det är de som har utvecklat de flesta spelen i serien. De tre Metroid Prime-spelen utvecklades av Retro Studios.
Serien handlar om prisjägaren Samus Aran, och hennes äventyr som involverar Metroider. I hela spelserien förekommer Rymdpirater, som är en ondsint ras ledd av Moderhjärnan, en gigantisk kvinnlig varelse ofta avbildad som en enögd hjärna i en glasbehållare. Rymdpiraterna använder sig av genmanipulation på sig själva för att skapa de bästa och starkaste trupperna till sin armé.

## Spel

### Metroid
Metroid-serien påbörjades 1986 med spelet Metroid till Nintendo Entertainment System. Det var tillsammans med The Legend of Zelda ett av de första spelen man kunde spara sina framgångar på, men till skillnad från The Legend of Zelda så använde man lösenord för att spara. Detta gjorde att bara positionen man senast var på sparades, samt hur många missiler och hur maximal energi man kunde ha. När man då laddade spelet så hade man alltså så lite energi så att man dog ganska kvickt om man inte samlade på sig mer.
Spelet gick ut på att du skulle döda två bossar vid namn Kraid och Ridley för att komma in till den sista platsen där Moderhjärnan befann sig. På vägen hittade man diverse uppgraderingar till sin rustning och vapen. De flesta finns även i dagens Metroid-spel, däribland Wave beam, Screw Attack och Ice Beam. Uppgraderingar till missilförrådet hittades också lite överallt, uppgraderingar för mer energi var dock mindre vanliga då det bara fanns 6 stycken i hela spelet.
Metroid släpptes 6 augusti 1986 i Japan, i augusti 1987 i USA och 15 januari 1988 i Europa.

### Metroid II: Return of Samus
Nästa spel i Metroid-serien hette Metroid II: Return of Samus. Det släpptes till Game Boy 1991 i USA och 1992 i Europa och Japan. Eftersom Game Boy-skärmen endast kunde visa svartvit grafik var det svårt att navigera i den stora världen man var i, alla ställen såg ungefär likadana ut. Här introducerades också uppgraderingen Spider Ball som gjorde att du kunde klättra på väggar.

### Super Metroid
Det tredje och enligt många det bästa Metroid-spelet heter Super Metroid och släpptes 1994 till Super Nintendo Entertainment System. Till den nya konsolen kunde man dra ut gränserna riktigt ordentligt. Det anses av många vara ett perfekt shooter-spel. I Super Metroid introducerades också kartan så man alltid kunde se var man inte hade varit. Då världen man vistades i, var mycket större än i de förra spelen behövdes detta för att man inte alltid skulle känna sig vilse. Spelet gav inte heller några anvisningar om vart man skulle gå, så ens egen utforskarnyfikenhet gjorde att man spelade vidare. 
Sedan var det ett stort uppehåll i Metroid-serien, och inget spel kom varken till Game Boy Color eller Nintendo 64. Det enda spel Samus var med i under den här tiden var ett gästspel som spelbar figur i Super Smash Bros..
Det dröjde ända till slutet av 2002 innan ett nytt Metroid-spel kom.

### Metroid Fusion
Metroid Fusion släpptes till Game Boy Advance i slutet av 2002.
Metroid Fusion ändrade lite på Metroid-konceptet. Det var knappt några Metroider med. Istället så fanns det den nya organismen X som hade förmågan att kopiera förmågorna och utseendet av dem de attackerade. De som attackerades dog efter attacken. Samus var dock ett undantag, och hon blev snabbt tillbakafraktad till hemplaneten där de botade henne genom att döda X-parasiterna i henne med ett serum från en Metroid. Samus fick då förmågan att absorbera X-parasiter för att få tillbaka energi och missiler i spelet. När bossar hade dödats så blev även de X-parasiter vilka Samus kunde få nya förmågor från.

### Metroid Prime
| Spel                        | GameRankings | Metacritic |
| Metroid                     | 63,00%       | —          |
| Metroid II: Return of Samus | 78,90%       | —          |
| Super Metroid               | 95,50%       | —          |
| Metroid Fusion              | 91,23%       | 92/100     |
| Metroid Prime               | 96,33%       | 97/100     |
| Metroid: Zero Mission       | 90,19%       | 89/100     |
| Metroid Prime 2: Echoes     | 91,87%       | 92/100     |
| Metroid Prime Pinball       | 80,22%       | 79/100     |
| Metroid Prime Hunters       | 83,95%       | 85/100     |
| Metroid Prime 3: Corruption | 90,23%       | 90/100     |
| Metroid Prime Trilogy       | 92,35%       | 91/100     |
| Metroid: Other M            | 79,11%       | 79/100     |

Våren 2003 släpptes också Metroid Prime till Nintendo GameCube. Det var det första Metroid-spelet i 3D. Utvecklarna Retro Studios var ett nystartat företag och Metroid Prime var deras första spel. När spelet släpptes så fick det topprecensioner överallt och anses av en del fans vara det bästa Metroid-spelet någonsin. Metroid Prime kunde också kopplas ihop med Metroid Fusion för att låsa upp det första Metroid-spelet som en bonus.

### Metroid: Zero Mission
Våren 2004 släpptes Metroid Zero Mission till Game Boy Advance, vilket var en ordentlig uppdatering av det första Metroid-spelet till NES. Både med ny grafik och nya bossar så var det vad det första spelet inte var på grund av den begränsade plattformen det släpptes på. Ett parti efter originalspelets slut hade också lagts till för att förlänga spelet och driva historien vidare.

### Metroid Prime 2: Echoes
I slutet av 2004 kom ett nytt Metroid-spel i form av Metroid Prime 2: Echoes. Dock så blev det inte lika stor upphetsning som i fallet Metroid Prime eftersom det var ganska mycket "samma sak igen". Men det blev ändå en del nyheter. Spelet handlar om att Samus åker mellan en ljus och en mörk värld för att klara sitt mål. Mörka och ljusa världar har använts mycket förr (bland annat The Legend of Zelda: A Link to the Past), men i Metroid Prime 2: Echoes tar spelaren skada av atmosfären i den mörka världen så fort den kommer utanför vissa områden där särskilda kristaller gör atmosfären ofarlig samtidigt som livsenergin fylldes på. Detta gjorde att man i många fall måste skynda sig mellan områdena, och vissa bosstrider har inte ens några kristaller vilket innebär att man måste skynda sig då man konstant förlorar liv.

### Metroid Prime Pinball
Metroid Prime Pinball har en handling som bygger mycket på den i Metroid Prime, med skillnaden att allting utspelar sig i flipperformat. Man tar återigen rollen som Samus Aran, med målet att samla ihop tolv Chozo-artefakter och därmed få tillgång till Artefakttemplet. Till slut möter man, precis som i Metroid Prime, slutbossen, som även den heter Metroid Prime.

### Metroid Prime Hunters
I Metroid Prime Hunters får Galaktiska Federationen en dag ett telepatiskt meddelande om att nyckeln till "den ultimata kraften" kan finnas i Alimbic-solsystemet. De väljer att skicka Samus för att undersöka saken. Dock lyckas sex andra prisjägare fånga upp detta meddelande och de beger sig till samma plats som Samus.

### Metroid Prime 3: Corruption
Metroid Prime 3: Corruption släpptes till Nintendos spelkonsol Wii den 26 oktober 2007 i Europa. I rollen som Samus Aran måste spelaren återigen bekämpa rymdpiraterna och Dark Samus. Detta spel är det tredje och sista i Metroid Prime-trilogin som utvecklats av Retro Studios. En av de stora nyheterna är att man nu styr siktet genom att peka på skärmen med Wii-kontrollen istället för att styra med en analog spak som i de tidigare delarna av Prime-serien.

### Metroid: Other M
3 september 2010 släpptes Metroid: Other M till Wii i Europa. Utvecklarna var "Project M", ett utvecklingslag bestående av Team Ninja, Nintendo SPD Production Group 1 och D-Rockets. Spelet är i 3D, men till skillnad från tidigare 3D-spel utspelar det sig i första hand i tredjepersonsvy. Det kan däremot ändras till en förstapersonsvy, men då kan spelaren inte förflytta sig. Nytt för spelet är de långa filmklippen som visas under spelet för att fördjupa handlingen, och att Samus för första gången talar.

### Metroid: Samus Returns
Metroid: Samus Returns är en remake av Metroid II: Return of Samus och släpptes internationellt den 15 september 2017.

### Metroid: Federation Force
Huvudartikel: Metroid: Federation Force
Metroid: Federation Force är ett multiplayer-shooter spel som släpptes 2016.

### Metroid Dread
Ryktet om detta spel dök upp redan i juni 2005 (då till Nintendo DS) men utvecklingen lades ned p.g.a. tekniska begränsningar. Flera år senare återupptogs utvecklingen och på E3 2021 avslöjade Nintendo att Dread skulle lanseras till Nintendo Switch den 8 oktober 2021.

## Påstådda spel och spel som aldrig släpptes

### Metroid 64
Detta skulle bli ett Metroid-spel för Nintendo 64, men projektet lades ner då utvecklarna aldrig kom fram till några konkreta idéer för spelupplägget. Samus gjorde dock ett uppträdande som spelbar figur i ett Nintendo 64-spel, nämligen Super Smash Bros..

### Metroid II: Return of Samus DX
Detta spel skulle bli en nydaning av Metroid II: Return of Samus. Spelet skulle vara i färg och det skulle ingå i DX-serien (tillsammans med bland annat The Legend of Zelda: Link's Awakening DX och Super Mario Bros. Deluxe), men spelet släpptes aldrig.

## Spel med framstående Metroid-element
| Spelnamn                                   | Plattform                           | År det släpptes | Övrig information |
| ------------------------------------------ | ----------------------------------- | --------------- | --- |
| Kid Icarus                                 | Nintendo Entertainment System       | 1986            | Både i detta spel, och i uppföljarna Kid Icarus: Of Myths and Monsters och Kid Icarus: Uprising, finns en fiende vid namn Komayto, som ser ut precis som en Metroid.                        |
| Tetris                                     | Nintendo Entertainment System       | 1989            | När man klarat en bana återfinns Samus Aran, spelandes på en cello, bredvid Link. |
| Kirby's Fun Pak                            | Super Nintendo Entertainment System | 1995            | Samus Aran gör en cameo i detta spel. Hon syns som en bronsstaty, som Kirby kan förvandla sig till.                                                                                         |
| Super Mario RPG: Legend of the Seven Stars | Super Nintendo Entertainment System | 1996            | Samus Aran gör två cameos i detta spel. Den första gången som en docka på översta våningen i Booster's Tower och den andra gången sovandes i gästrummets säng i slottet i Mushroom Kingdom. |
| Kirby's Dream Land 3                       | Super Nintendo Entertainment System | 1997            | Samus Aran gör en cameo i detta spel. Hon ber Kirby att hjälpa henne att slåss mot en svärm av Metroider.                                                                                   |
| Super Smash Bros.                          | Nintendo 64                         | 1999            | Samus Aran är en av de spelbara figurerna. |
| Mario Party 2                              | Nintendo 64                         | 2000            | Samus Arans Screw Attack-märke syns på golvet i minispelet Bowser's Big Blast. |
| Super Smash Bros. Melee                    | Nintendo GameCube                   | 2002            | Samus Aran är en av de spelbara figurerna. Kraid och Chozo Statue gör cameos. |
| Nintendo Monopoly                          | Brädspel                            | 2006            | Samus Aran, Ridley och en Metroid är rutor på spelbrädet. |
| Super Smash Bros. Brawl                    | Wii                                 | 2008            | Samus Aran är en av de spelbara figurerna. Kraid och Chozo Statue gör cameos. Ridley är boss två gånger i äventyrsläget, först som Ridley och sedan som Meta Ridley.                        |